# Lepanthes voodoo
Lepanthes voodoo là một loài thực vật có hoa trong họ Lan. Loài này được Tremblay & Ackerman mô tả khoa học đầu tiên năm 2001.